# Periplaneta valida
Periplaneta valida är en kackerlacksart som beskrevs av Brunner von Wattenwyl 1893. Periplaneta valida ingår i släktet Periplaneta och familjen storkackerlackor. Inga underarter finns listade i Catalogue of Life.